# Lambeosaurus
Lambeosaurus (/ˌlæmbi.[invalid input: 'ɵ']ˈsɔːrəs/ LAM-bee-ə-SOR-əs; nghĩa là "thằn lằn Lambe") là một chi khủng long mỏ vịt, thuộc phân họ Lambeosaurines sinh sống khoảng 75 triệu năm trước trong thời kỳ cuối kỷ Creta (Campania) ở Bắc Mỹ. Chi khủng long bốn chân ăn thực vật này được biết đến với chiếc mào trên đỉnh sọ, trông giống như một cái rìu. Tuy chỉ có hai loài được xác thực, một số loài khác đã được đặt tên, từ Canada, Hoa Kỳ và México.
Tài liệu liên quan đến chi này được Lawrence Lambe đặt tên đầu tiên vào năm 1902. Hơn hai mươi năm sau, năm 1923, cái tên như hiện tại được William Park đặt ra để vinh danh Lambe, dựa trên các mẫu vật được bảo quản tốt hơn. Chi này có một lịch sử phân loại phức tạp.

## Mô tả
Lambeosaurus, được biết đến nhiều nhất qua Lambeosaurus lambei. Chúng có vẻ bề ngoài khá giống với Corythosaurus trừ cái mào trên đầu trông như một cái rìu. So với Corythosaurus, mào của Lambeosaurus hơi dịch chuyển về phía trước, các hốc mũi nằm ở phía trước của đỉnh và xếp chồng lên nhau theo chiều dọc. Nó cũng có thể được phân biệt với Corythosaurus bởi việc không tạo ra các quá trình tạo mũi nhằm tạo thành một phần hai bên đỉnh, đó là cách duy nhất để phân biệt các cá thể của 2 chi, vì chúng đều có mào.
Lambeosaurus giống như các loài khủng long mỏ vịt khác. Chúng có thể thường đi bằng bốn chân và cũng ăn trong tư thế này. Tuy nhiên, khi chạy chúng chỉ sử dụng hai chân sau. Nó có một cái đuôi dài cứng lại bởi những đường gân bị hóa đá khiến nó không thể rủ xuống. Hai bàn tay chúng có bốn ngón tay, bị thiếu ngón tay trong cùng của bàn tay Tetrapods tổng quát trong khi ngón thứ hai, thứ ba và thứ tư chụm lại với nhau và có móng guốc. Điều đó cho thấy chúng có thể dùng tay để hỗ trợ cào lấy thức ăn. Các ngón tay thứ năm là miễn phí và có thể được sử dụng để thao tác các đối tượng. Mỗi bàn chân chỉ có ba ngón chân trung tâm.
Ở L. lambei, mào có hình dạng giống cái vòi khi con khủng long đã trưởng thành hoàn toàn, con cái có mào ngắn hơn và tròn hơn. Phần "lưỡi rìu" nhô ra trước mắt và phần "tay cầm" là một thanh xương rắn nhô ra phía sau hộp sọ. ''Lưỡi rìu'' có hai phần: phần trên là một xương mỏng mọc ra khá muộn trong đời chúng – chỉ khi đến tuổi trưởng thành. Ở L. magnicristatus, "tay cầm" đã giảm đi rất nhiều, tạo thành một đỉnh cao giống như kiểu tóc Pompadour. Mào này bị hư hại trong mẫu gốc và chỉ còn lại nửa trước.
Loài Lambeosaurus của Canada có kích thước tương tự Corythosaurus, dài khoảng 9,4 m. Một số mẫu vật được biết đến là còn có vảy, một mẫu vật hiện được gán cho L. lambei có một làn da mỏng với các vảy đồng nhất, chúng phân bố không theo thứ tự cụ thể trên cổ, thân và đuôi. Tỷ lệ tương tự được biết đến từ cổ, chân trước và chân sau của một mẫu vật của Lambeosaurus magnicristatus.